# Souleymane Doukara
Souleymane Doukara (ur. 29 września 1991 w Meudon) – mauretański piłkarz grający na pozycji napastnika. Od 2021 jest zawodnikiem klubu Giresunspor.

## Kariera klubowa
Swoją karierę piłkarską Doukara rozpoczynał w juniorach takich klubów jak: SCM Châtillon, CA Paris i Paris Université Club. W 2008 roku został zawodnikiem włoskiego Rovigo Calcio. Grał w nim latach 2008–2011. W sezonie 2011/2012 był zawodnikiem US Vibonese Calcio. Latem 2012 przeszedł do Calcio Catania. 16 września 2012 zadebiutował w nim w Serie A w przegranym 0:2 wyjazdowym meczu z Fiorentiną. Zawodnikiem Catanii był do końca sezonu 2013/2014.
W trakcie sezonu 2013/2014 Doukara został wypożyczony do grającego w Serie B, SS Juve Stabia. Swój debiut w nim zanotował 24 września 2013 w przegranym 0:1 domowym meczu z Virtusem Lanciano. Wraz z Juve Stabia spadł do Serie C.
Latem 2014 Doukara przeszedł do Leeds United. Swój debiut w Leeds w EFL Championship zaliczył 9 sierpnia 2014 w przegranym 0:2 wyjazdowym meczu z Millwall. Zawodnikiem Leeds był przez trzy sezony.
W sierpniu 2017 Doukara został piłkarzem Osmanlısporu. Zadebiutował w nim 26 sierpnia 2017 w zremisowanym 2:2 wyjazdowym meczu z Kayserisporem. W debiucie strzelił gola. W Osmanlısporze grał do stycznia 2018.
31 stycznia 2018 Doukara przeszedł do Antalyasporu, a swój debiut w nim zaliczył 3 lutego 2018 w zwycięskim 3:1 domowym spotkaniu z Yeni Malatyasporem. W Antalyasporze występował do końca sezonu 2018/2019.
W sierpniu 2019 Doukara został zawodnikiem saudyjskiego klubu Ettifaq FC. Swój debiut w nim zanotował 24 sierpnia 2019 w zwycięskim 2:0 wyjazdowym meczu z Al-Wehda Club Mekka. Grał w nim przez dwa sezony.
W sierpniu 2021 Doukara wrócił do Turcji i został piłkarzem Giresunsporu. Zadebiutował w nim 21 sierpnia 2021 w przegranym 0:2 wyjazdowym meczu z Kasımpaşą.
| Sezon   | Klub               | Kraj             | Rozgrywki                 | Mecze | Gole |
| ------- | ------------------ | ---------------- | ------------------------- | ----- | ---- |
| 2008/09 | Rovigo Calcio      | Włochy           | Serie D                   | 6     | 0    |
| 2008/09 | Rovigo Calcio      | Włochy           | Eccellenza                | 36    | 6    |
| 2010/11 | Rovigo Calcio      | Włochy           | Eccellenza                | 33    | 5    |
| 2011/12 | US Vibonese Calcio | Włochy           | Serie D                   | 37    | 13   |
| 2012/13 | Calcio Catania     | Włochy           | Serie A                   | 12    | 0    |
| 2013/14 | Calcio Catania     | Włochy           | Serie A                   | 1     | 0    |
| 2013/14 | SS Juve Stabia     | Włochy           | Serie B                   | 21    | 6    |
| 2014/15 | Leeds United       | Anglia           | Championship              | 25    | 5    |
| 2015/16 | Leeds United       | Anglia           | Championship              | 23    | 3    |
| 2016/17 | Leeds United       | Anglia           | Championship              | 24    | 6    |
| 2017/18 | Osmanlıspor        | Turcja           | Süper Lig                 | 15    | 2    |
| 2017/18 | Antalyaspor        | Turcja           | Süper Lig                 | 14    | 6    |
| 2018/19 | Antalyaspor        | Turcja           | Süper Lig                 | 26    | 10   |
| 2019/20 | Ettifaq FC         | Arabia Saudyjska | Saudi Professional League | 29    | 6    |
| 2020/21 | Ettifaq FC         | Arabia Saudyjska | Saudi Professional League | 27    | 2    |

## Kariera reprezentacyjna
W reprezentacji Mauretanii Doukara zadebiutował 30 grudnia 2021 w zremisowanym 0:0 towarzyskim meczu z Burkiną Faso, rozegranym w Abu Zabi. W 2022 roku został powołany do kadry na Puchar Narodów Afryki 2021. Na tym turnieju rozegrał jeden mecz grupowy, z Gambią (0:1)